# Nadine Otsobogo
Nadine Otsobogo est une gabonaise née en 1968. Elle est une réalisatrice, scénariste, productrice et chef maquilleuse. Elle a créé le festival du film de Masuku.

## Vie professionnelle
Nadine Otsobogo est une productrice, scénariste et maquilleuse gabonaise. En 2001, elle fait ses premiers pas dans la réalisation et en 2010 dans la production. Elle coréalise pas mal de courts-métrages, notamment la serie EKI de canal +.
Elle est l'initiatrice du festival du film de Masuku.
Son documentaire Il était une fois Naneth est nommé à la 28ème édition du festival international du film d'Amiens.
Un de ses documentaires lui fait gagner le Poulain de Bronze au Fespaco 2013.[Lequel ?]